# Лило и Стич: Сериалът
„Лило и Стич: Сериалът“ (на английски: Lilo & Stitch: The Series) е детски анимационен сериал, излъчващ се по Disney Channel в периода 2003 – 2006 г.

## Герои
- Лило е шестгодишно дете, което живее в хавайски град. Нейното „куче“ е Стич, а нейните детегледачки са Пликли и Джамба.
- Стич  е извънземно, което е най-добър приятел на Лило. Той ѝ помага да хващат експерименти
- Нани е сестрата на Лило. Тя работи в магазин за плажин вещи под наем.
- Пликли е еднооко извънземно, което е много впечатлено от занаятите на Земята.
- Джамба е гений, който е измислил експериментите, които Лило и Стич хващат.
- Крант е любимата кукла на Лило.
- Дейв е приятел на Нани. Той я харесва. Също е приятел на Лило и Стич.

## „Лило и Стич: Сериалът“ в България
В България е излъчен през 2005 г. по Канал 1. Дублажът е синхронен и на студио Александра Аудио, тъй като той е продуциран от Disney Character Voices International, преведен като филма със същото име. През 2009 г. започва повторно излъчване по Disney Channel.
| Творчески ръководител           | Венета Янкова |
| Преводач                        | Нина Гавазова |
| Български текст на песента      | Цветомира Михайлова |
| Режисьор на дублажа             | Василка Сугарева |
| Тонрежисьори                    | Анита Метакова Пламен Чернев Петър Костов |
| Озвучаващи артисти              | Грета Михайлова Кирил Бояджиев Георги Тодоров Теодор Елмазов Ралица Ковачева Ангел Генов Емил Емилов Христо Узунов Георги Спасов Георги Стоянов Лъчезар Стефанов Даниел Ангелов Ненчо Балабанов Баяна Данаилова Виктория Милева Ива Мандичева Цвета Колева Петър Върбанов Стефан Младенов Георги Калчев Здравко Димитров Светлана Смолева Марин Янев Мирослав Цветанов Василка Сугарева Здрава Каменова |
| Обработка                       | Александра Аудио |
| Продуцент на българската версия | Disney Character Voices International |

На 5 май 2012 г. започна премиерно втори сезон по TV7, всяка събота и неделя от 07:00. Екипът се състои от:
| Преводач            | Венета Янкова                                                  |
| Режисьор на дублажа | Анелия Шишкова                                                 |
| Тонрежисьор         | Елена Трайкова                                                 |
| Озвучаващи артисти  | Мина Костова Даниела Горанова Станислав Пищалов Кристиян Фоков |